# Aprilia RS 50
Aprilia RS 50 är en moped som tillverkas av det italienska företaget Aprilia.
Årsmodellen, tillverkad från år 1999 till och med 2005, drevs av den vattenkylda tvåtaktsmotorn AM6 på 49,7 kubikcentimeter, av märket Motori-Minarelli. På den nyare modellen från 2006 och framåt, ersattes den äldre motorn till den encylindriga motorn d50b0 på 49,9 kubikcentimeter som tillverkas av Piaggio. RS50 är populär i länder som har begränsningar av tvåhjuliga motorfordons motorstorlek vid specifika åldrar, liksom Sverige.
I strypt utförande kan RS50 framföras i hastigheter runt 50 km/h, vilket överensstämmer med respektive lands lagar för dessa lättare fordon. I ostrypt utförande, uppmättes dock 1997-modellen i en hastighet av 105 km/h. Aprilia RS50 och andra liknande mopeder såsom Derbi GPR 50 och Yamaha TZR50 har också varit populära val som ett bättre vuxenanpassat alternativ för MiniGP-racing, som annars oftare utförs av förare med mindre motorcyklar, exempelvis med Honda NSR50. 